# Kreuzbergkirche (Wiesau)

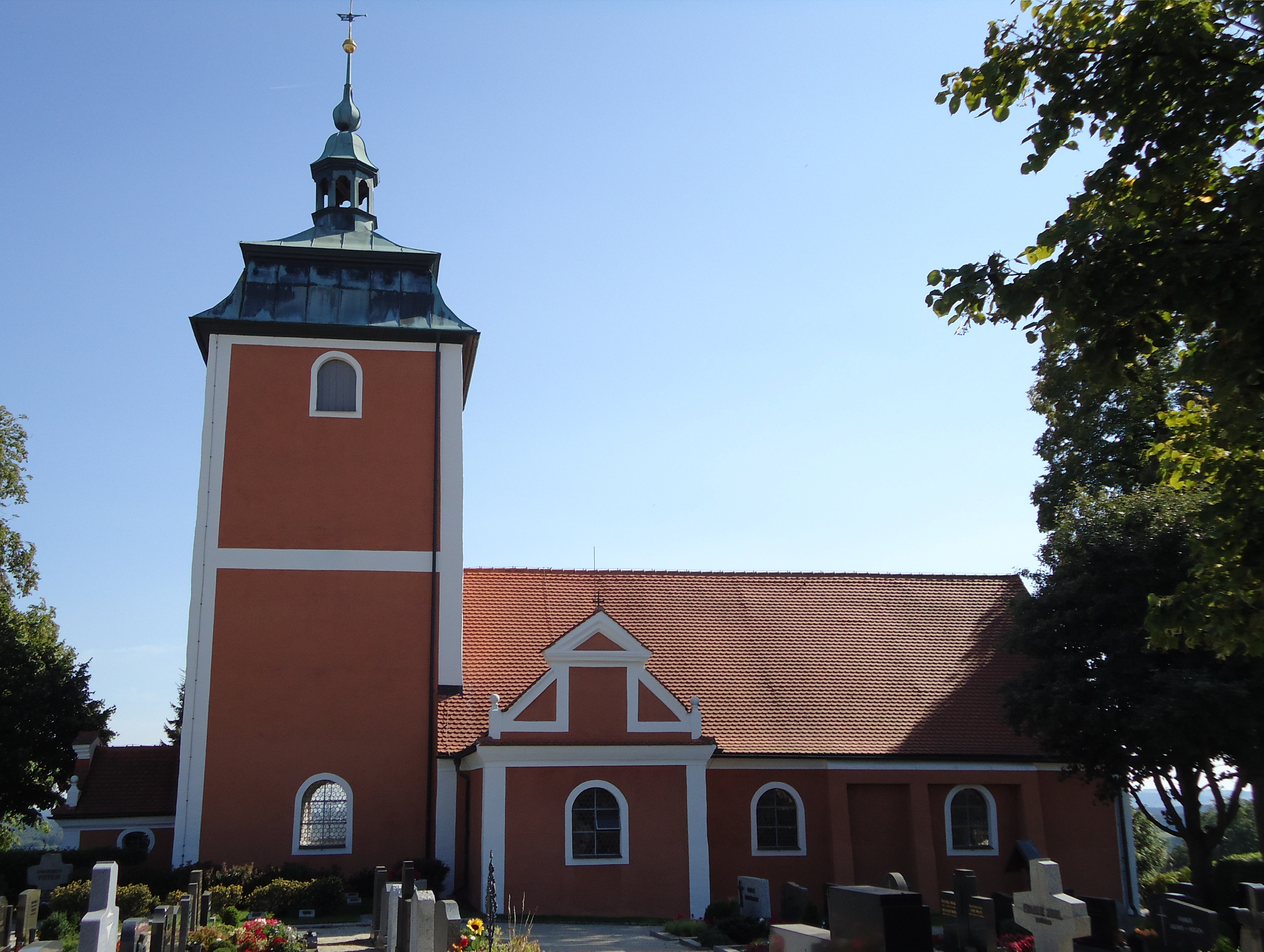
Kreuzbergkirche in Wiesau

Die Kreuzbergkirche (auch Filialkirche Heilig Kreuz) ist eine römisch-katholische Kirche in Wiesau in der nördlichen Oberpfalz. Die Wallfahrtskirche liegt auf dem 554 Meter hohen Kreuzberg über dem Ort neben dem Wiesauer Friedhof.

## Geschichte
Die erste Erwähnung eines Vorgängerbaus der heutigen Kreuzbergkirche geht auf da Jahr 1508 zurück. Damals wurde nördlich von Wiesau eine Kapelle zum Heiligen Kreuz erwähnt, die während der Reformationszeit verkam und schließlich abgetragen wurde. Die Steine der Kapelle wurden zum Bau der Pfarrkirche St. Jakob in Mitterteich verwendet. Im Jahr 1629 waren nur noch Reste der einstigen Kapelle übrig geblieben.
Der Wiederaufbau des Bauwerks begann im Jahr 1657 und konnte 1661 vollendet werden; der Bau wurde größtenteils durch Spendengelder finanziert. Rund zehn Jahre später wurde 1668 der Kapelle ein Turm angefügt. Im Jahr 1700 wurde das Gotteshaus signifikant erweitert, bevor 1770 etwa die Hälfte des Turmes abgebrochen und wahrscheinlich in seiner heutigen Bauweise wieder errichtet wurde. Zwischen 1734 und 1738 wurden unter dem damaligen Pfarrer Tröster die zwei Seitenkapellen angebaut. Gegen Ende des 18. Jahrhunderts folgten zahlreiche Reparaturen an der Turmkuppel, Dach sowie im Inneren der Kirche. Von 1855 bis 1868 erfolgte eine Erneuerung des Dachstuhls.
1920 und 1928 wurde der Dachstuhl erneut renoviert. In den 1990er Jahren wurde die Kreuzbergkirche innen renoviert.

## Beschreibung
Die Wandpfeilerkirche hat einen eingezogenen Chorraum unter dem Kirchturm. Der Grundriss ist auf das Kreuzsymbol zurückzuführen. Am Beginn des Langhauses, über dessen mittlerem Joch sich eine Kuppel befindet, stehen auf beiden Seiten Kapellen. Die Deckengemälde, die Luzifer und die sieben Laster in Person zeigen, entstanden um 1740. Der Hochaltar und die Seitenaltäre, die dem heiligen Josef und der heiligen Maria geweiht sind, wurden vom Waldsassener Bildhauer Karl Stilp zu Beginn des 18. Jahrhunderts gefertigt.